# المحطة الحرارية (بانياس)
المحطة الحرارية أو محطة توليد الطاقة الكهربائية في بانياس هي محطة توليد طاقة كهربائية تقع في مدينة بانياس شمال غرب سوريا، وهي إحدى محطّات الطاقة الخمس المسؤولة عن تزويد البلاد بالطاقة الكهربائية، إذ أنّها تسدّ نحو 20% من حاجة الجمهورية العربية السورية للكهرباء.
الجهة المسؤولة عن تزويد المدينة بالطاقة هي الشركة العامة لتوليد الطاقة الكهربائية في بانياس، التابعة بدورها للشركة العامة لكهرباء محافظة طرطوس، التي كانت مُلحَقَة بها منذ سنة 1968 وحتى أوائل الثمانينيات. استقلّت شركة توليد الطاقة الكهربائية في بانياس ودُشِّنت بمرحلتها الأولى في 21 تشرين الثاني سنة 1982، وبمرحلتها الثانية في 23 آب سنة 1989، بحضور الرئيس الراحل حافظ الأسد.
تدير الشركة محطة توليد طاقة المدينة المعروفة باسم المحطة الحرارية الواقعة على مسافة 3 كيلومترات جنوب بانياس، ويبلغ عدد موظفيها 877 موظّف، وهي تتألّف من أربع عنفٍ غازية، استطاعة كل واحدة منها 170 ميغاواط، بالإضافة إلى دائرة بخارية مغلقة تُبرَّد باستخدام مياه البحر، وتبلغ استطاعتها الإجمالي 5 مليارات كيلوواط ساعي. وكان يمكن لهذه المحطة في وقتٍ من الأوقات سدّ 20% من حاجة سوريا للكهرباء، ثم تدَّنت إلى نحو 10% بحلول سنة 2012 مع تزايد الطلب.
و تعمل كلّها على الوقود المنقول إليها بأنابيب خاصّة من مصفاة بانياس، وقد نشئت الكثير من الاحتجاجات لتحويل عمل المحطة من الوقود إلى الغاز لكن لم تقبل هذه المطالب وحتى هذا اليوم ما زالت تعمل على وقود الفيول الذي لوث هواء المدينة بشكل كبير. وقد صنِّعت العنف الغازية الأربع بالتعاقد مع شركة طاقة إيطاليَّة (TurboCare) وأخرى سورية (T.O.E.C). المحطة مسؤولة حالياً عن قدرٍ كبيرٍ من التلوّث في مدينة بانياس، إذ أنها تنثر في أنحاء المدينة هباب الفحم والشحار ومختلف الملوّثات من مخلّفاتها الصناعية نتيجة عملها على الوقود.